# ایو ژیرو-کبانتوس
ماریوس اریستد ایو ژیرو-کبانتوس (انگلیسی: Marius Aristide Yves Giraud-Cabantous؛ زادهٔ ۸ اکتبر ۱۹۰۴ در سن گودن – درگذشتهٔ ۳۰ مارس ۱۹۷۳ در پاریس) رانندهٔ مسابقات اتومبیل‌رانی فرمول یک اهل فرانسه بود. او از سال ۱۹۵۰ تا ۱۹۵۳ در ۱۳ گراند پری مسابقات جهانی فرمول یک شرکت کرد، و علاوه بر این در چندین مسابقهٔ غیر قهرمانی فرمول یک نیز حضور یافت.
ژیرو-کبانتوس در ۱۰ مسابقهٔ قهرمانی در سال‌ها ۱۹۵۰ و ۱۹۵۱ با یک خودروی تالبوت-لاگو ۱۰ شرکت کرد، و سه مسابقهٔ آخر او نیز با یک خودرو اچ‌دبلیوام-آلتا بود. او در طول زمان فعالیت خود موفق به کسب ۵ امتیاز شد، ۳ امتیاز در گراند پری ۱۹۵۰ بریتانیا و ۲ امتیاز در جایزه بزرگ بلژیک ۱۹۵۱.
او در سن ۶۸ سالگی در پاریس درگذشت.